# Loren Dykes
Loren Dykes (Morriston, 5 febbraio 1988) è un'allenatrice di calcio ed ex calciatrice gallese, di ruolo difensore, assistente allenatrice della nazionale gallese.

## Carriera

### Club
Loren Dykes si avvicina al calcio inizia l'attività fin dall'adolescenza, affiancando gli studi alla Cwmtawe Community School di Pontardawe con l'attività sportiva, giocando anche per il Llanelli Reds.
Dal 2004 si è trasferita al Gwalia United, dove matura 2 presenze. Nella stagione 2005-2006 gioca in FA Women's Premier League Southern Division, totalizzando 17 presenze e realizzato 8 reti, e condivide con le compagne la conquista del primo posto in campionato e la conseguente promozione National Division per la prima volta nella sua storia sportiva della società di Cardiff. Alla prima stagione nel livello di vertice del campionato inglese femminile di calcio il Cardiff City conclude al decimo posto, l'ultimo che le garantisce la salvezza, e grazie alla vittoria in FAW Women's Cup ottiene il diritto di partecipare alla UEFA Women's Cup. Dykes ha così occasione di debuttare nel torneo nel primo incontro della stagione 2006-2007 dove le Bluebirds superarono le irlandesi del Dundalk per 2-0. Rimane al Cardiff City anche per la stagione 2007-2008, l'ultima con la società gallese, che vede la squadra concludere all'undicesimo posto in campionato, dietro il Liverpool, retrocedendo in FA Women's Premier League, e vincere la Welsh Women's Cup.
Nel 2008 decide di trasferirsi al Bristol Academy, rimanendo legata alla società anche dopo l'affiliazione al Bristol City maschile del 2013, che vide le tenute a scacchi biancoblu sostituite da quelle biancorosse del nuovo club, e la definitiva rinomina della squadra tre anni più tardi. In questo periodo Dykes ha giocato nella finale della FA Women's Cup 2011 come ala, poi nella finale del 2013 dopo aver cambiato ruolo in terzino destro, entrambe perse con l'Arsenal.
Si è ritirata dal calcio giocato al termine della stagione 2019-2020, intraprendendo la carriera di allenatrice proprio al Bristol City.

### Nazionale
Dykes inizia ad essere convocata dalla federazione calcistica del Galles (FAW) fin dal 2004, inserita in rosa nella formazione Under-19 che affronta le qualificazioni al campionato europeo di Ungheria 2005, debuttando il 30 settembre 2004 nell'incontro vinto 5-0 sulle pari età della Bulgaria. Indossa la maglia della Under-19 in occasione anche delle successive qualificazioni a Svizzera 2006 e Islanda 2007, fallendo l'accesso alla fase finale in tutti e tre i tornei, totalizzando 17 presenze e segnando 4 reti.
Mentre era iscritta alla Cardiff Metropolitan University (UWIC) Dykes è stato chiamata a rappresentare le università gallesi nel Home Nations Championship.
Dell'agosto 2007 è il suo debutto nella nazionale maggiore, all'età di 19 anni, dove scende in campo nell'incontro perso per 2-1 con le avversarie dei Paesi Bassi.
Dopo un periodo di assenza il tecnico la selezionatrice Jayne Ludlow la convoca assieme a Jessica Fishlock per l'amichevole del 22 gennaio 2019 contro l'Italia